# Batken
Batken (kirgisisch und russisch Баткен) ist eine Stadt im Südwesten Kirgisistans (Zentralasien) mit 28.559 Einwohnern (Stand 2022).
Sie liegt etwa 240 km westlich der Stadt Osch in unmittelbarer Nähe zur tadschikischen Grenze.

## Geschichte
Die Siedlung Batken wurde 1894 oder 1934 als Zentrum des neugeschaffenen Rajons Batken innerhalb der Kirgisischen Sozialistischen Sowjetrepublik gegründet. Zunächst war Batken jedoch nur ein kleines Dorf. Aufgrund ihrer Nähe zur Grenze zwischen Kirgisistan und Usbekistan gewann die Siedlung an Bedeutung und wurde zu einem der wichtigsten Militärstützpunkte im Süden Kirgisistans ausgebaut. Seit 1999 ist sie Verwaltungssitz des Oblus Batken, das zu diesem Zeitpunkt vom Oblus Osch abgetrennt wurde. Nach der Unabhängigkeit wurde im Jahr 2000 die kleine Staatliche Universität Batken gegründet. Im selben Jahr wurde Batken offiziell zur Stadt.

## Bevölkerung
Im Jahr 2021 hatte Batken 19.765 Einwohner. Neben Batken selbst stehen 3 Dörfer unter der Verwaltung der Stadt, die gemeinsam 11.925 Einwohner haben. Somit hat Batken mit den drei Dörfern 27.730 Einwohner. Im Jahr 2002 lebten in Batken fast ausschließlich Kirgisen.
| Jahr | Einwohner (mit Dörfern) |
| ---- | ----------------------- |
| 2002 | ca. 2.800 (ohne Dörfer) |
| 2009 | 19.791                  |
| 2021 | 27.730                  |

| Dorf         | Einwohner (2021) |
| ------------ | ---------------- |
| Bulak-Baschy | 1425             |
| Kysyl-Dschol | 6378             |
| Basar-Baschy | 4122             |

## Verkehr
Der Flughafen Batken wird von der Fluggesellschaft Kyrgyzstan im kirgisischen Binnenverkehr bedient.

## Sport
Der Fußballverein Nur-Batken FK aus Batken spielt aktuell in der ersten Liga. Sein Heimstadion ist das Zentralny Stadion.